# Sommecaise
Sommecaise es una localidad y comuna francesa situada en la región de Borgoña, departamento de Yonne, en el distrito de Auxerre y cantón de Aillant-sur-Tholon.

## Demografía
| 462 | 458 | 401 | 413 | 507 | 493 | 510 | 524 | 529 | 597 | 616 | 600 | 614 | 570 | 562 | 522 | 477 | 470 | 440 | 450 | 395 | 393 | 313 | 291 | 302 | 277 | 241 | 206 | 206 | 220 | 212 | 279 | 319 |
| Para los censos de 1962 a 1999 la población legal corresponde a la población sin duplicidades (Fuente: INSEE [Consultar]) |     |     |     |     |     |     |     |     |     |     |     |     |     |     |     |     |     |     |     |     |     |     |     |     |     |     |     |     |     |     |     |     |

Gráfico de la evolución de la población de la comuna desde 1793